# Municipio de Sala
El municipio de Salas (en Letón: Salas novads) es uno de los ciento diez municipios de Letonia, que abarca una pequeña porción del territorio de dicho país báltico. Fue creado durante el año 2009 después de una reorganización territorial. La capital es la villa de Sala.

## Ciudades y zonas rurales
- Sēlpils pagasts (zona rural)
- Salas pagasts (zona rural)

## Población y territorio
Su población se encuentra compuesta por un total de 4.415 personas (2009). La superficie de este municipio abarca una extensión de territorio de unos 318,1 kilómetros cuadrados. La densidad poblacional es de 13,88 habitantes por cada kilómetro cuadrado.